# 裴王后
裴王后（？—354年），前凉桓王张重华的王后。公元346年，张重华继位为桓王，立裴氏为王后。
建兴四十一年（353年）十一月十八，张重华去世，张重华之子张曜灵继位，年幼，张重华的庶兄张祚摄政。和平元年（354年），张祚宣称奉张曜灵的祖母马太后（马太后当时正与张祚姘居）的旨意，夺取了王位。张祚即位后恣为荒淫，很快甩开年长色衰的马太后，改与弟媳裴王后通奸，尚不满足，又将张重华留下的妃嫔甚至女儿也一起霸占。虽然如此，最后还是将张重华正妻裴氏、重臣谢艾和世子张曜灵全都杀害以绝后患。